# Lisno (jezioro)
Lisno (biał. Лісна) – jezioro na Białorusi w rejonie wierchniedźwińskim w obwodzie witebskim.
Lisno położone jest na północy Białorusi przy granicy z Rosją na wysokości 124 m n.p.m. Lisno ma wydłużony kształt z północy na południe. Jezioro ma powierzchnię 15,71 km², a jego wymiary to 7,8 × 3,1 km. Lisno zalicza się do płytkich jezior. Średnia głębokość wynosi 1 m, zaś maksymalna 6,1 m. Zlewnia jeziora zajmuje obszar 943 km². Na zachodzie i południu zbocza są strome i wysokie (15–20 m), na południowym zachodzie osiągają 30 m. Północne i wschodnie brzegi są podmokłe, porośnięte rzadkim  sosnowym lasem. W południowej części jeziora położona jest duża wyspa, oddzielona od brzegu zarastającą zatoką. Przez jezioro przepływa rzeka Swołna (dorzecze Dźwiny). Lisno połączone jest kanałem z Jeziorem Oświejskim. Mała głębokość i szerokie brzegi sprawiają, że jezioro szybko zarasta. Pas roślinności przybrzeżnej sięga 100–200 m.
W jeziorze występują ryby, takie jak okoń, płoć, sandacz, sum, węgorz, karaś. Prowadzony jest okresowo przemysłowy połów ryb.